# Werner Lindinger
Werner Lindinger (* 25. Jänner 1944 in Brixlegg, Tirol; † 16. Februar 2001 in Kauaʻi, Hawaii) war ein österreichischer Physiker.

## Leben
Werner Lindinger besuchte die Volksschule in seiner Heimatstadt Rattenberg und maturierte 1963 am Bundesrealgymnasium Kufstein. Anschließend studierte er Physik an der Universität Innsbruck. Seit 1963 war er Mitglied der katholischen Studentenverbindung AV Austria Innsbruck. Ab 1967 war er als wissenschaftliche Hilfskraft am damaligen Institut für Atomphysik tätig. 1972 wurde er mit der unter Maximilian Pahl verfassten Dissertation Massenspektrometrie am negativen Glimmlicht einer Hohlkathode promoviert. Im Anschluss wurde er als wissenschaftlicher Beamter am Institut für Atomphysik angestellt. Vom November 1973 bis April 1975 arbeitete er als Max Kade Postdoctoral Fellow in der Arbeitsgruppe von Eldon Ferguson an der National Oceanic and Atmospheric Administration in Boulder, Colorado.
Nach seiner Rückkehr nach Innsbruck wurde er Assistent am Institut für Atomphysik und habilitierte sich 1977 für das Fach „Experimentelle Atomphysik“. 1978 wurde er zum außerordentlichen Professor am Institut für Experimentalphysik, in das das Institut für Atomphysik eingegliedert worden war, ernannt und baute eine eigene Arbeitsgruppe auf. 1987 wurde auf sein Betreiben an der Universität Innsbruck das Institut für Ionenphysik gegründet, dessen erster Vorstand er bis 1993 war.
Werner Lindinger starb am 16. Februar 2001 während eines Forschungsaufenthaltes in Hawaii bei einem Badeunfall und wurde am 28. Februar auf dem Friedhof Rattenberg beigesetzt.

## Leistungen
In seiner Forschung befasste sich Werner Lindinger insbesondere mit Ionen-Molekül-Reaktionen und untersuchte deren Temperatur- und Energieabhängigkeit, Mechanismus, Kinetik und Energetik mittels einer Flow-Drift-Röhre oder einer Selected Ion Flow Tube. Neben der Grundlagenforschung beschäftigte er sich schon früh mit der Anwendung und entwickelte neue Techniken und Instrumente. Er erhielt mehrere Patente (unter anderem für ein Verfahren zur Messung von Luftverunreinigungen) und war an der Gründung zweier Firmen beteiligt. Die Spurengasanalyse setzte er in der Medizin, der Umweltforschung und der Nahrungsmittelanalyse ein und er untersuchte den Einfluss von anthropogenen und biogenen Faktoren auf das Klima.

## Auszeichnungen
- Fritz-Kohlrausch-Preis, 1976
- Erwin Schrödinger-Preis, 1997